# Clinique du droit
 (juillet 2013).

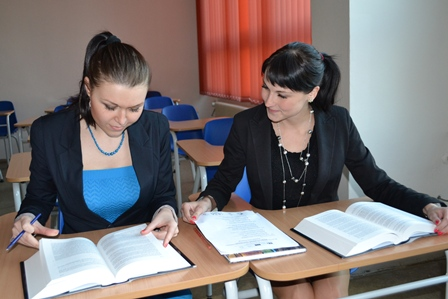
Étudiants travaillant sur une affaire dans un bureau d'aide juridique pour étudiants, Université Palacky

Une clinique juridique ou enseignement clinique du droit est une manière d'enseigner le droit en faisant réaliser à des étudiants pro bono des travaux juridiques au service de l'intérêt général. Existant déjà depuis longtemps aux États-Unis, le phénomène des cliniques juridiques se répand en Europe.

## Le réseau des cliniques juridiques
Le réseau des cliniques juridiques francophones se compose d'une cinquantaine de cliniques juridiques, dont une trentaine située en France:
- La clinique juridique d'HEC Paris (HEC Law Clinic)
- L'Atelier Clinique Juridique Paris-Descartes (Université Paris-Descartes).
- La Clinique de Droit de Nancy (Université de Lorraine).
- La Clinique de Droit International d'ASSAS (Université Panthéon-Assas, Paris II).
- La Clinique de Droit International des Droits de l'Homme d'Aix-en-Provence (Université d'Aix-Marseille).
- La Clinique de l'Ecole de Droit (Sciences Po Paris).
- La Clinique de la Médiation (Université Lyon II).
- La Clinique de Légistique (Université des Antilles et Université de Versailles Saint-Quentin-en-Yvelines).
- La Clinique des Droits de Clermont-Ferrand (Université de Clermont-Auvergne).
- La Clinique des Droits de l’Homme de Strasbourg (Université de Strasbourg).
- La Clinique du Droit de Besançon (Université de Franche-Comté).
- La Clinique du Droit de Bordeaux (Université de Bordeaux).
- La Clinique du Droit de la Réunion (Université de la Réunion).
- La Clinique du Droit de Rouen (Université de Rouen).
- La Clinique du Droit de Rennes (Université de Rennes 1)
- La Clinique juridique « The Lighthouse » (Université d'Angers).
- La Clinique juridique de droit international public de l’IHEI (Université Panthéon-Assas, Paris II).
- La Clinique juridique de l’environnement (Université d'Aix-Marseille).
- La Clinique Juridique de l’Université de Perpignan (Université de Perpignan Via Domitia).
- La Clinique juridique de l’Université Jean Moulin Lyon III (Université Jean Moulin, Lyon III).
- La Clinique juridique de la Sorbonne (Université Panthéon-Sorbonne, Paris I).
- La Clinique juridique de Lille (Université de Lille / IXAD - École des avocats Nord-Ouest).
- La Clinique Juridique de Montpellier (Université de Montpellier).
- La Clinique juridique de Saint-Denis (Université Vincennes Saint-Denis, Paris 8).
- La Clinique juridique des droits fondamentaux (Université de Caen-Normandie).
- La Clinique juridique des élèves-avocats de l’EFB (Ecole de Formation professionnelle des Barreaux du ressort de la Cour d’appel de Paris).
- La Clinique juridique en droit de l’Union européenne – AJIRE (Université Nice Sophia Antipolis).
- La Clinique juridique de l'Université de Nice côte d'azur (Université Nice Sophia Antipolis).
- La Clinique juridique en droit européen (Université de Tours).
- La Clinique Juridique PSL-Dauphine (Université Paris-Dauphine).
- La Clinique juridique territoriale de Grenoble (Université de Grenoble).
- La Clinique du Droit EUCLID (Université Paris Ouest Nanterre La Défense).
- La Maison du droit d’Assas (Université Panthéon-Assas, Paris 2).